# مارسل بمر
مارسل بمر (هلندی: Marcel Beumer؛ زادهٔ ۱۲ مارس ۱۹۶۹) دوچرخه‌سوار اهل هلند است.